# Альчіде де Гаспері
Альчіде де Гаспері (італ. Alcide de Gasperi; 3 вересня 1881 — 19 серпня 1954) — італійський політик.

## Життєпис
Народився в Тренто, який належав до 1919 Австро-Угорщині. Закінчив Віденський університет як фахівець з філософії та літератури, ставши журналістом, з 1911 р. — став членом австрійського рейхсрату. Після 1919 р. його рідний регіон перейшов до складу Італії, і де Гаспері став одним із засновників Італійської народної партії, згодом — її лідером і генеральним секретарем, з 1921 р. — членом парламенту. За виступи проти фашизму відбув 16-місячне тюремне ув'язнення у 1927—1928 рр., звільнений після втручання папи Пія XI. З 1931 р. працював у Ватиканській бібліотеці.
В 1943 р. заснував Християнсько-демократичну партію Італії, на той момент нелегальну, що базувалася на основі Народної партії. 12 грудня 1944 р. став міністром закордонних справ Італії в урядах Іваное Бономі та Ферруччо Паррі, з 10 грудня 1945 р. був прем'єр-міністром. Як лідер найбільшої політичної партії парламентської більшості в Італії, формував 8 коаліційних і однопартійних урядів поспіль, обіймаючи посаду прем'єр-міністра найдовший термін у повоєнній історії Італії. До 10 жовтня 1946 р. і з 26 липня 1951 р. по 2 серпня 1953 р. був також міністром закордонних справ, з 13 липня 1946 по 28 січня 1947 р. — міністром внутрішніх справ. 12 червня 1946 р., після зречення короля Умберто II, де Гаспері став регентом до 1 липня, коли була проголошена республіка й Енріко де Нікола став тимчасовим президентом.
У вересні 1946 р. уклав угоду з міністром закордонних справ Австрії Карлом Грубером про передачу Південного Тіролю Італії на умові надання йому автономії. В 1952 р. отримав в Аахені міжнародну премію Карла Великого (нім. Karlspreis). Разом з Робером Шуманом, Конрадом Аденауером та іншими вважається одним з батьків-засновників ЄС. Де Гаспері був прихильником федералістської концепції європейської інтеграції. В 1953 р. пішов у відставку. В 1954 р. був обраний другим головою Європейського парламенту, але помер у тому ж році. Похований в Римі.

### Роль у Європейській інтеграції
Під час так званої «Ери Де Гаспері» Італія змогла змінитись завдяки створенню республіканської конституції, об'єднанню внутрішньої демократії і першим крокам на шляху до економічної перебудови. Де Гаспері був палким прихильником міжнародного співробітництва. Він, як найбільш відповідальна людина за зміни в Італії у післявоєнні роки, був переконаний, що країні потрібно повернути своє місце на міжнародній арені. Для досягнення цієї мети він створив Раду Європи, переконав зробити Італію частиною американського плану Маршала та вступити в НАТО. Досить цікаво, що його тісна співпраця з США збіглася у часі, коли Італія мала одну з найбільших комуністичних партій у Західній Європі.

### Європейське економічне співтовариство
Під час перших кроків на шляху до Європейської інтеграції Де Гаспері виступав посередником між Німеччиною та Францією. У останні роки свого життя він був причетним до створення Європейського економічного співтовариства. Він помер у серпні 1954 року і не встиг побачити появу співтовариства, однак його роль у підписанні римських договорів (1957 року) є усім відомою.
Завдяки своїй освіті, досвіду життя у воєнний час та при фашизмі, Альчіде де Гаспері зрозумів, що Європейська спільнота була необхідною для приховання ран після двох світових війн та задля того, щоб минулі жорстокості більше ніколи не повторювались. Його надихало чітке бачення Союзу Європи, який не замінить окремі країни, але дозволить їм доповнювати одна одну.